# Harbetsuvan Tepesi
Harbetsuvan Tepesi è un sito archeologico di epoca neolitica pre-ceramica, situato nel sud-est della Turchia, nella regione dei monti Tektek, vicino a Şanlıurfa, nel distretto di Eyyübiye. Fa parte del complesso dei cosiddetti Taş Tepeler (Colline di Pietra), un insieme di insediamenti neolitici monumentali risalenti a circa 8800–8700 a.C., quindi contemporanei a Göbekli Tepe e Karahan Tepe. Nonostante sia più piccolo di Göbekli Tepe, Harbetsuvan mostra le stesse caratteristiche culturali e simboliche, indicando una rete complessa di insediamenti rituali neolitici ed offre in questo modo nuove informazioni su come vivevano, cosa credevano e come interagivano le comunità neolitiche dell'Alta Mesopotamia.
Il sito, che copre un'area di circa 6.000 m², è posto su una collina a circa 714 metri di altitudine, affacciata sulla pianura di Harran. 

## Ritrovamenti
Sono emerse strutture circolari e pilastri a forma di T, come a Göbekli Tepe, anche se di dimensioni minori. Inoltre, è stata rinvenuta una statua maschile seduta con un chiaro simbolismo fallico.
Sono stati trovati anche numerosi utensili in selce e ossidiana, oggetti decorativi, vasellame in pietra, sedili e canalizzazioni scavate nella roccia, a dimostrazione del fatto che Harbetsuvan era anche un centro residenziale, non solo usato per funzioni rituali.
Sono state trovate anche tracce di trappole per gazzelle, che suggeriscono un legame tra caccia e rituale.